# یوتا شیر
یوتا شیر یک ستاره است که در صورت فلکی شیر قرار دارد.